# La noche (cuento de Ray Bradbury)
La noche (título original en inglés: The Night) es un relato del escritor estadounidense Ray Bradbury publicado originalmente en
la revista Weird Tales de julio de 1946.
Fue incluido en el primer libro de Bradbury, la antología de cuentos titulada Dark Carnival	(1947) y volvió a aparecer en The Small Assassin (1962) y The Stories of Ray Bradbury	(1980).

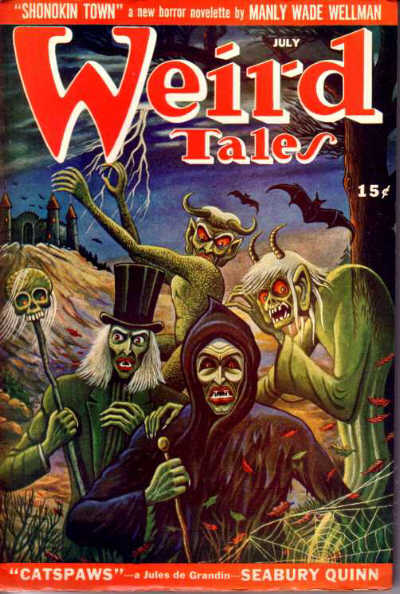
Portada de Weird Tales de julio de 1946.

Esta historia formó parte del fix-up  titulado Dandelion Wine (1957). Fue reescrita en tercera persona con cambios sustanciales en el texto.

## Argumento
Un niño de ocho años y su madre están en casa, al anochecer. El padre está fuera, en la logia, y Skipper, el hermano mayor aún juega en la calle y se retrasa en su vuelta. La madre y el hermano menor, que todo el rato asocia la noche con la muerte, salen a buscarlo. 